# Деканат (католицька церква)
Декана́т (лат. decanatus) — у католицькій та англіканській церквах адміністративний округ у складі дієцезії, який об'єднує групу розташованих поруч парафій.
У 1983 році в Кодексі канонічного права римо-католицької церкви запропоновано використовувати термін «окружни́й вікаріа́т» замість «деканат»; однак на практиці назву «деканат» продовжують використовувати і вона залишається більш поширеною. Поділ дієцезії на деканати не є обов'язковим. Деканати очолюють декани (окружні вікарії).
У православній церкві аналогом деканату є благочиння.